# 越谷市立川柳小学校
越谷市立川柳小学校（こしがやしりつ かわやなぎしょうがっこう）は、埼玉県越谷市川柳町にある公立小学校。

## 沿革
- 1967年4月1日 - 越谷市立蒲生小学校を分離して越谷市立川柳小学校として開校
- 1973年4月 - 越谷市立蒲生第二小学校、越谷市立川柳小学校の学区が変更になり越谷市立蒲生南小学校が開校[1]

## 教育目標
「明るくたくましく生きる」
- すすんで学ぶ子
- 明るく元気な子
- 思いやりのある子

## 通学区域
- 川柳町一丁目 - 全域
- 川柳町二丁目 - 全域
- 川柳町三丁目 - 全域
- 川柳町四丁目 - 全域
- 川柳町五丁目 - 全域
- 蒲生四丁目 - 全域
- レイクタウン六丁目 - 全域
- レイクタウン七丁目 - 全域[2]